# Polycitor epicolon
Polycitor epicolon är en sjöpungsart som beskrevs av Monniot, F. och Monniot, C. 2006. Polycitor epicolon ingår i släktet Polycitor och familjen Polycitoridae. Inga underarter finns listade i Catalogue of Life.